# John Adams

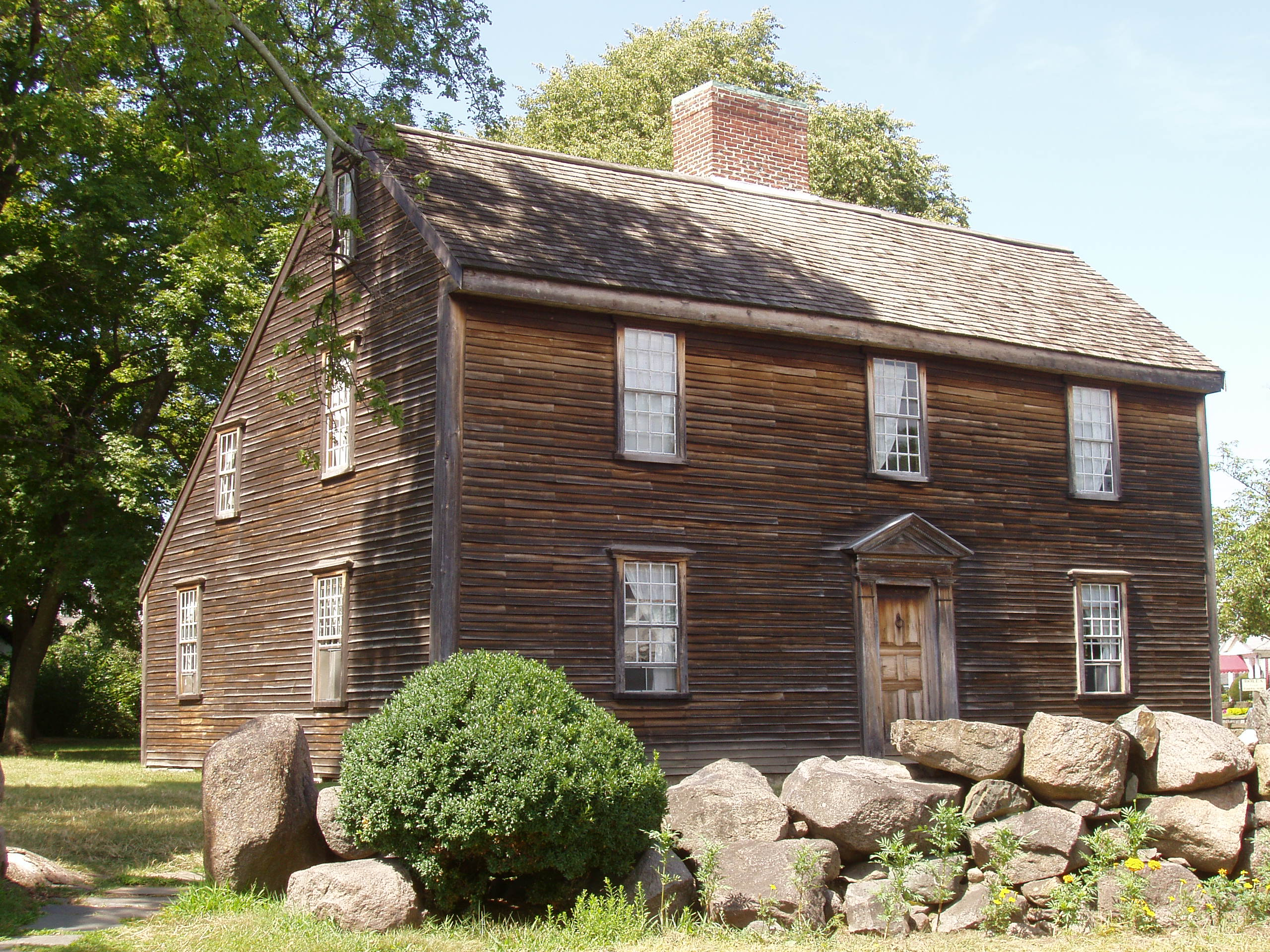
Rodzinny dom Adamsa

John Adams Jr. (ur. 30 października 1735 w Braintree, zm. 4 lipca 1826 w Quincy) – amerykański politolog, dyplomata i polityk, 2. prezydent Stanów Zjednoczonych (1797–1801), 
1. wiceprezydent Stanów Zjednoczonych (1789–1797), ojciec Johna Quincy’ego Adamsa, 6. prezydenta Stanów Zjednoczonych (1825–1829).

## Lata młodości i edukacja
John Adams jr. urodził się 30 października (według niektórych biografii 19 października) 1735 w Braintree (obecnie Quincy w stanie Massachusetts) w średnio zamożnej rodzinie farmera. Był najstarszym z trzech synów Johna Sr. i Susanny Boylston Adams. Jego pradziadek Henry Adams przybył do Stanów Zjednoczonych wraz z żoną Edith i dziewięciorgiem dzieci; emigrowali z Barton St David w angielskim hrabstwie Somerset.
Rodzice Adamsa, chcąc dać mu wykształcenie zadecydowali, że ma on zostać pastorem. Młodzieniec jednak odmówił i postanowił szkolić się na Uniwersytecie Harvarda, na który wstąpił w 1751 roku. Po czterech latach uzyskał stopień bakałarza, a po siedmiu magisterium.
Jeszcze w 1755 roku rozpoczął pracę jako nauczyciel, jednak była ona męcząca, więc po uzyskaniu stopnia magistra rozpoczął praktykę adwokacką. Początkowo działalność prawnicza nie wiodła mu się najlepiej, jednak działania na rzecz społeczności lokalnej przysporzyły mu popularności i klientów. 5 marca 1770 doszło do tzw. masakry bostońskiej, podczas której żołnierze brytyjscy strzelali do kolonistów, zginęło pięć osób. Pomimo że żaden adwokat nie chciał podjąć się obrony Anglików, John Adams zgodził się ich reprezentować i uzyskał wyroki uniewinniające dla dowódcy Thomasa Prestona i dla większości jego oddziału (dwóm żołnierzom wymierzono niewielkie kary).

## Kariera polityczna

John Adams jest jednym z sygnatariuszy deklaracji niepodległości

Także w 1770 roku został wybrany do stanowej legislatury Massachusetts. Jednak zwycięstwo w procesie przeciw żołnierzom zamieszanym w masakrę bostońską sprawiło, że przyszły prezydent zaczął być izolowany, a gdzieniegdzie nazywany wręcz „zdrajcą”, który popiera rojalistów. Taka postawa środowiska i opinii publicznej spowodowała, że Adams opuścił Boston i na dwa i pół roku rozstał się z polityką. Wiosną 1773 roku, Adams ponownie został wybrany do legislatury stanowej, lecz jego kandydatura została zawetowana przez gubernatora kolonii. Pół roku później, doszło do tzw. herbatki bostońskiej, którą poparł Adams, w wyniku czego patrioci ponownie obdarzyli go zaufaniem. W 1774 został delegatem swojej kolonii do 1. Kongresu Kontynentalnego, a w 1775 do 2. Kongresu. W obu kadencjach brał aktywny udział w pracach parlamentu: zgłosił kompromisową kandydaturę George’a Washingtona na dowódcę Armii Kontynentalnej, a następnie został wybrany na członka pięcioosobowej grupy, mającej opracować projekt Deklaracji Niepodległości. Już wówczas Adams był zdecydowanym zwolennikiem oderwania Kolonii od Wielkiej Brytanii i utworzenia niepodległego państwa z silnym rządem federalnym.

## Poseł USA w Europie

### Francja
W 1778 Adams został skierowany do Paryża, by wspomóc tamtejszego posła Benjamina Franklina. Ponieważ współpraca z ambasadorem, a także z ministrem spraw zagranicznych Charles'em de Vergennesem się nie układała, już po roku Adams został odwołany. Powrócił jeszcze do Francji, by 30 listopada 1782 podpisać tymczasowy traktat pokojowy. W konsekwencji tego wydarzenia 3 stycznia 1783 roku podpisano także traktat amerykańsko-brytyjski. Te sukcesy sprawiły, że Kongres Kontynentalny upoważnił przyszłego prezydenta do podpisania traktatu o przyjaźni i handlu z dowolnym państwem europejskim (choć udało się to osiągnąć tylko z Prusami).

### Holandia
Pod koniec 1780 roku mianowano Adamsa posłem pełnomocnym w Hadze. Dzięki temu zabiegowi udało się wynegocjować układ o przyjaźni i handlu oraz pożyczkę dla młodych Stanów Zjednoczonych.

### Anglia
24 lutego 1785 Adams został mianowany posłem amerykańskim w Londynie, jako pierwszy w historii. Po przybyciu na miejsce, w maju, został umiarkowanie ciepło przyjęty przez króla Jerzego III, lecz niechęć prasy i brytyjskiej opinii publicznej była dla niego zauważalna na każdym kroku. Niechęć ze strony korony brytyjskiej uniemożliwiła posłowi zrealizowanie założeń traktatu pokojowego i rozwiązanie problemów, jak spory graniczne czy długi z okresu kolonialnego. Z tego też powodu w 1788 Adams poprosił o odwołanie go z misji dyplomatycznej i w kwietniu powrócił do Stanów Zjednoczonych.

## Wiceprezydent Stanów Zjednoczonych

Pieczęć wiceprezydenta

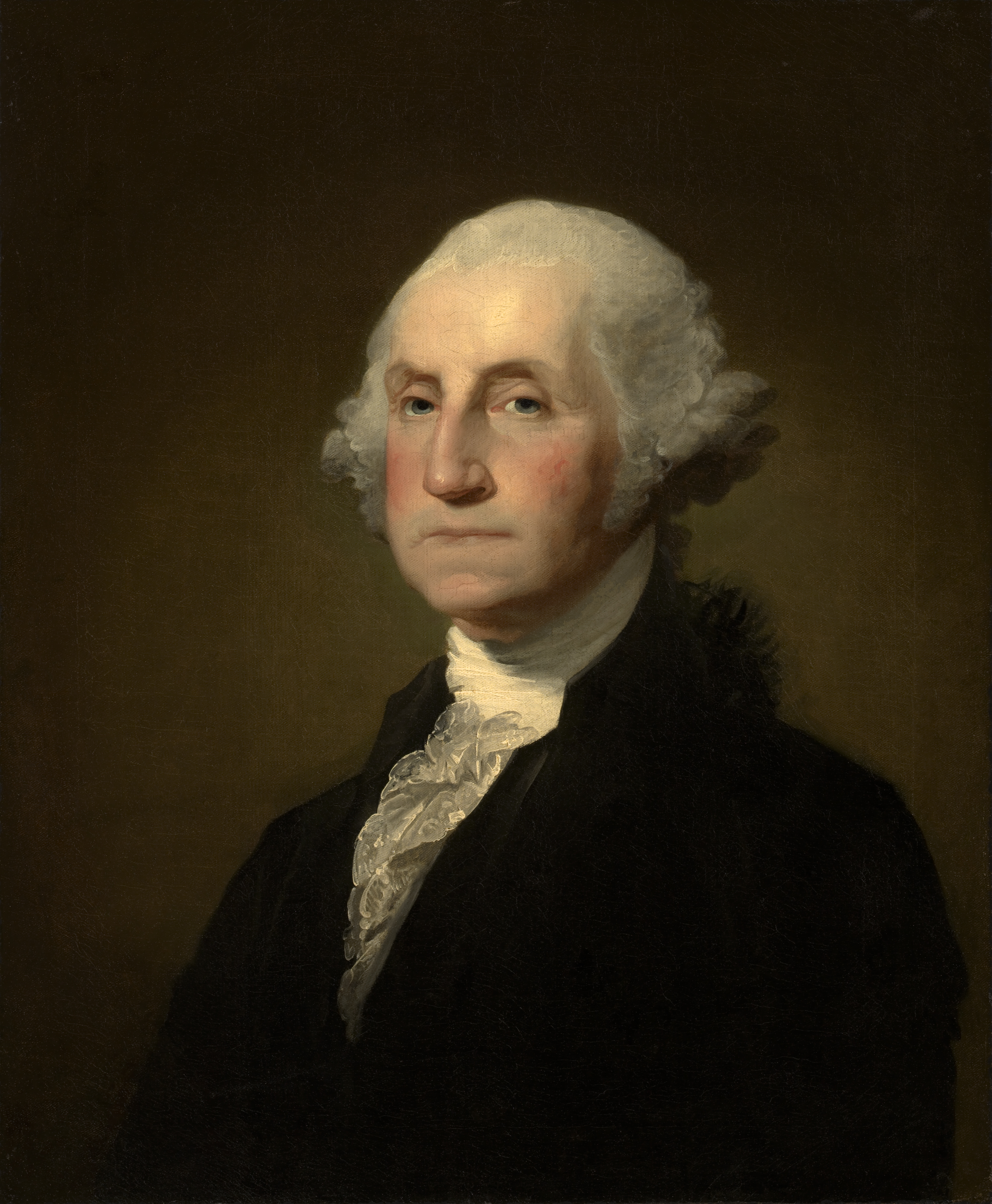
Adams był wiceprezydentem w gabinecie George’a Washingtona

W wyborach prezydenckich w 1789 roku zdobył 34 głosy Kolegium Elektorskiego. Był to drugi wynik, a więc zgodnie z obowiązującymi wówczas przepisami Konstytucji został wybrany wiceprezydentem. Jego rola ograniczała się w zasadzie jedynie do przewodniczenia Senatowi.
W wyborach prezydenckich w 1792 roku ponownie startował na wiceprezydenta (gdyż w następnych wyborach chciał się ubiegać o prezydenturę) i został wybrany. W drugiej kadencji jego rola była jeszcze bardziej marginalna. Charakterystyczną cechą etykiety Adamsa, jako wiceprezydenta, było przywiązywanie uwagi do drobiazgów i ceremoniału, co było przez ówczesnych uważane za nadmierny formalizm.

## Prezydentura
Podczas wyborów prezydenckich w 1796 roku, znacznie większe znaczenie miały partie polityczne, niż w poprzednich głosowaniach. Kandydatami Federalistów byli John Adams i Thomas Pinckney, natomiast Demokratyczni Republikanie wystawili Thomasa Jeffersona i Aarona Burra. W głosowaniu Kolegium Elektorskiego zwyciężył Adams, uzyskując 71 głosów (potrzeba było 70), a drugie miejsce zajął Jefferson (obejmując urząd wiceprezydenta).
Już na samym początku zaczęły się ujawniać antagonizmy pomiędzy oboma politykami. Kiedy antagonizmy francusko-amerykańskie przybrały na sile, prezydent uczynił afront wiceprezydentowi, wyłączając go z obrad gabinetu przy sprawach wagi państwowej. Pod koniec kadencji Jefferson i Adams praktycznie wcale ze sobą nie rozmawiali. Sytuacja we własnej partii prezydenta nie była lepsza – lider Federalistów Alexander Hamilton, nie będąc przekonanym o lojalności Adamsa, niechętnie szedł z nim na kompromis, co poskutkowało chłodną reakcją Adamsa i konfliktem między nim a Hamiltonem. Według historyków, spór ten zapoczątkował i walnie przyczynił się do rozpadu stronnictwa federalistycznego.
Głównym problemem gabinetu Adamsa było zagrożenie wojną pomiędzy Francją a USA. Prezydent nie sympatyzował z Francją, ale wbrew swojemu stronnictwu, nie był także zwolennikiem Anglii. Adams podjął dwie próby poprawy stosunków dyplomatycznych: najpierw wysłał z misją dyplomatyczną Charlesa Pinckneya (który nie został przyjęty), a następnie powołał trzyosobową komisję negocjacyjną, w skład której weszli Pinckney, John Marshall i Elbridge Gerry. Zostali oni zatrzymani przez Francuzów, natomiast wkrótce potem do USA przybyli trzej mężczyźni, podający się za wysłanników francuskiego ministra spraw zagranicznych Charles’a de Talleyranda. Zażądali oni od rządu amerykańskiego łapówki w wysokości 1,2 miliona liwrów oraz 32 milionów florenów pożyczki na cele militarne. Po odmowie Amerykanów, prezydent zaniechał dalszych rozmów z Francją, a cała sytuacja została nagłośniona przez Federalistów w 1798 roku i nazwana „aferą XYZ”. W obliczu takich działań, w połowie 1798 roku, Kongres podjął uchwały o zawieszeniu stosunków handlowych z Francją i anulowaniu traktatów amerykańsko-francuskich z 1778 roku. Z czasem, wobec bardziej pojednawczej postawy ministra Talleyranda, który nie chciał otwartej wojny ze Stanami Zjednoczonymi, Adams w dorocznym przemówieniu przez Kongresem (z 1798 roku), zaznaczył, że nie zamyka możliwości rozmów z Francją. W 1799 roku do Paryża udał się prywatnie George Logan, by przeprowadzić rozmowy pokojowe. Takie działanie nie spodobało się federalistom, którzy przeforsowali ustawę, zakazującą angażowania się osób prywatnych do spraw międzynarodowych (Ustawa Logana). Na podstawie raportów synów prezydenta Johna Quincy’ego i Thomasa Boylstona, John Adams postanowił mianować Williama Vansa Murraya delegatem do rozmów pokojowych z Francją. Trzyosobowa grupa negocjatorów dotarła do Paryża w marcu 1800 roku i po siedmiomiesięcznych rozmowach, 30 września 1800 udało się zawrzeć porozumienie.
Miesiąc po tych wydarzeniach, 1 listopada 1800 roku John Adams spędził pierwszą noc w nowej rezydencji amerykańskich prezydentów – Białym Domu w nowej stolicy USA – Waszyngtonie. Wypowiedział wówczas zdanie, które Franklin Delano Roosevelt nakazał wyryć nad kominkiem w oficjalnej jadalni Białego Domu:

Niechaj Nieba ześlą błogosławieństwa na ten dom i na tych wszystkich, którzy będą w nim mieszkać. Niechaj tylko uczciwi i mądrzy ludzie zawsze mieszkają pod tym dachem

Planował pozostać na urzędzie prezydenta na drugą kadencję. Pomimo że wyrzucił z rządu dwóch sprzymierzeńców Hamiltona, uzyskał poparcie Partii Federalistycznej i wraz z Charlesem Pinckneyem ponownie kandydował w wyborach w roku 1800. W czasie kampanii był jednak ostro atakowany za politykę wobec Francji – Federaliści zarzucali mu niewypowiedzenie wojny, natomiast Demokratyczni Republikanie – pogorszenie stosunków z Francją. Ponadto Adams był podejrzewany o sympatyzowanie z monarchistami. Z tych powodów, w głosowaniu Kolegium Elektorskiego uzyskał 65 głosów i zajął trzecie miejsce, a prezydentem został jego główny polityczny antagonista Thomas Jefferson. Ostatnią decyzją jaką podjął Adams, będąc prezydentem było podpisanie nominacji dla Johna Marshalla jako nowego prezesa Sądu Najwyższego, który pełnił tę funkcję przez 35 lat.

### Dokonania

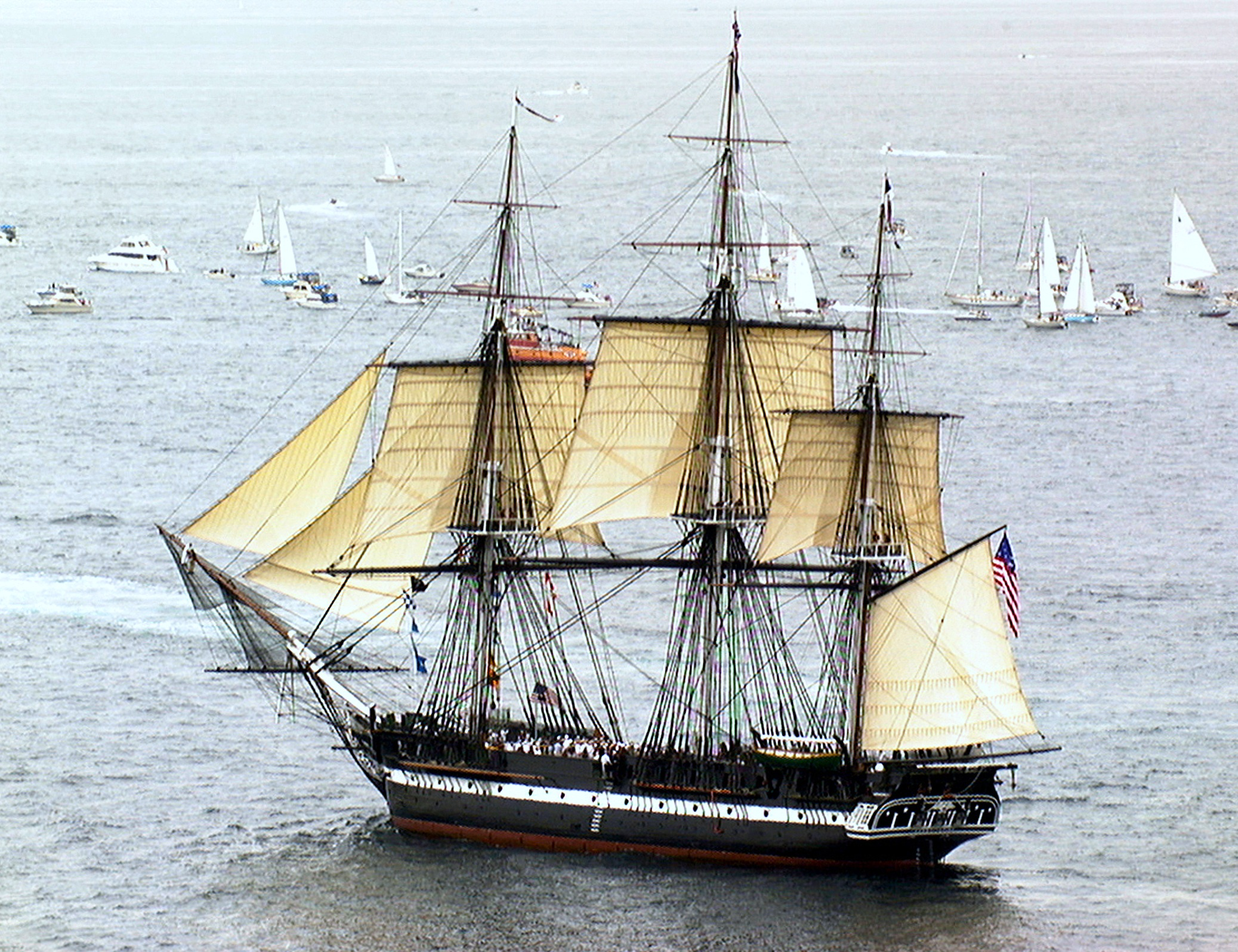
Okręt USS "Constitution"

Głównym sukcesem Adamsa było niedoprowadzenie do wojny z Francją, a także powstrzymanie konfliktów wewnętrznych.
Prezydent Adams przywiązywał dużą rolę do rozwoju Marynarki Wojennej USA. 30 kwietnia 1798 utworzono Departament Marynarki Wojennej. 21 listopada 1800 odbyło się pierwsze posiedzenie Kongresu USA w nowo wybudowanym budynku Kapitolu, a następnego dnia prezydent Adams wygłosił pierwsze przemówienie w tym budynku.
13 lutego 1801 Kongres przyjął ustawę rozbudowującą system sądowniczy Stanów Zjednoczonych, który przewidywał powołanie 18 nowych sędziów federalnych. John Adams podpisał nominacje w ostatnim dniu urzędowania, lecz Jefferson unieważnił je 22 kwietnia 1802.

### Nominacje do Sądu Najwyższego
John Adams nominował trzech sędziów Sądu Najwyższego Stanów Zjednoczonych (w tym jednego prezesa Sądu):
- (11) Bushrod Washington (4 lutego 1799)
- (12) Alfred Moore (21 kwietnia 1800)
- (13) John Marshall (4 lutego 1801) – 4. Prezes

## Emerytura i śmierć

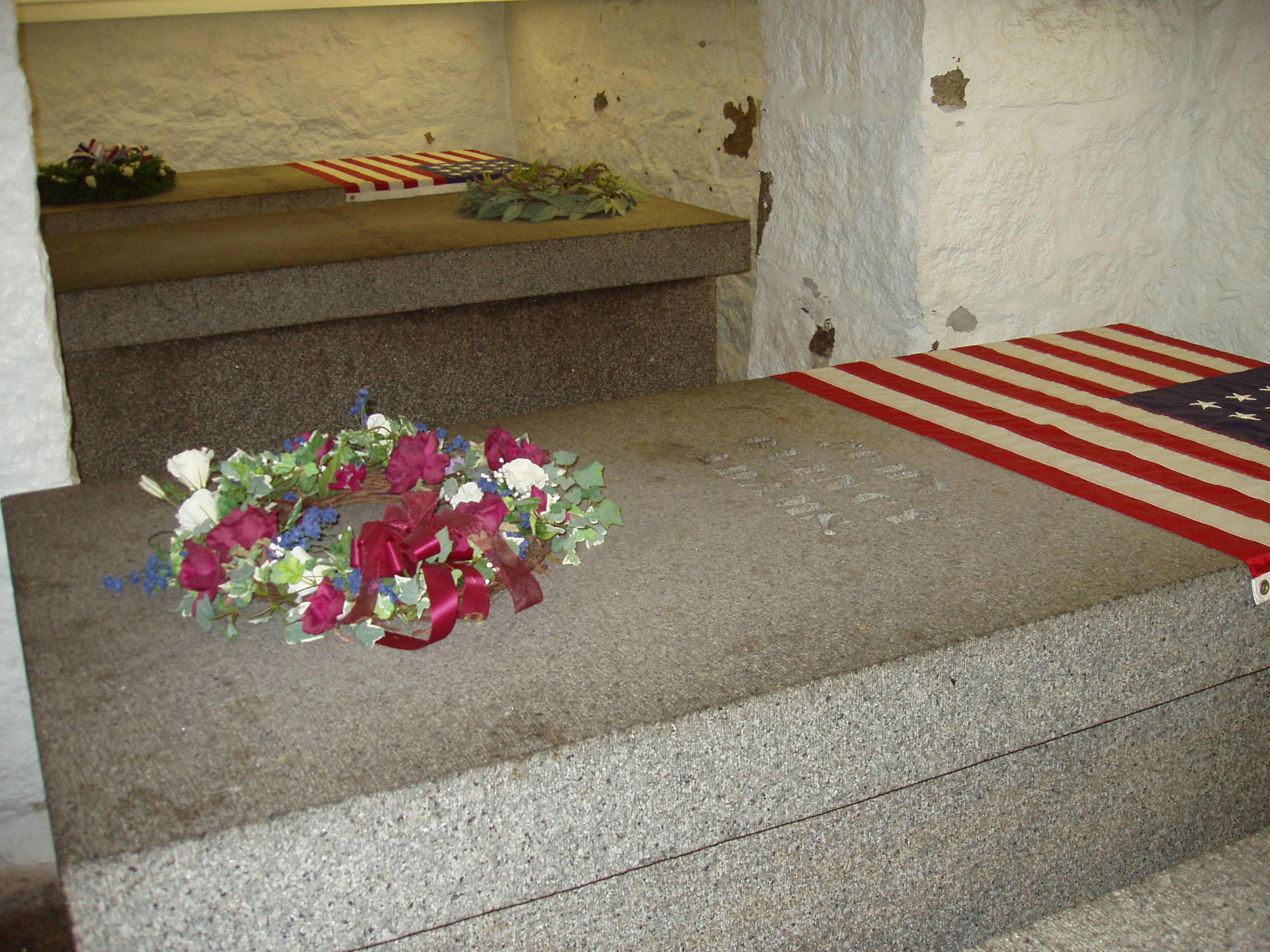
Miejsce spoczynku prezydentów Adamsów z żonami w Quincy

Po opuszczeniu Białego Domu, Adams nie pojawił się na zaprzysiężeniu Jeffersona i powrócił do rodzinnego Braintree, gdzie zajął się czytaniem książek i pisaniem autobiografii. Pomimo tego, że pozostawał z dala od polityki, angażował się w publicystykę polityczną, a w 1820 roku został nawet wybrany na przewodniczącego konwencji stanowej Massachusetts. Ze względu na wiek i stan zdrowia odmówił objęcia funkcji.

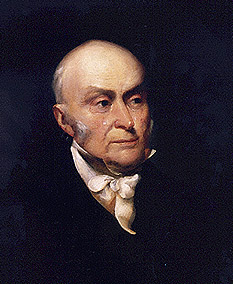
Syn Adamsa John Quincy również został prezydentem.

W międzyczasie nawiązał także korespondencję ze swoim dawnym antagonistą, Thomasem Jeffersonem, którą zapoczątkował list z 1812 roku, z życzeniami noworocznymi, podpisany jako „Przyjaciel”. Zrządzeniem losu, obaj zmarli tego samego dnia – 4 lipca 1826 roku, w 50. rocznicę sygnowania Deklaracji Niepodległości. Adams został pochowany w First Unitarian Church w rodzinnym Braintree. W tym samym miejscu pochowany jest jego syn John Quincy Adams, 6. prezydent USA oraz żony obydwu.

## Życie prywatne i poglądy

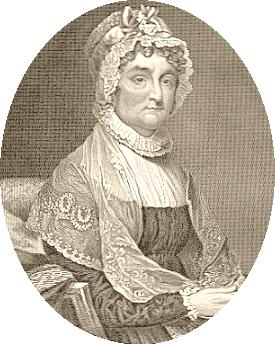
Abigail Smith Adams, żona i matka prezydentów

W młodości John Adams często się zakochiwał. Oświadczył się o dziewięć lat od siebie młodszej córce pastora, Abigail Smith, którą poślubił w 1764 roku. Adamsowie mieli trzech synów i dwie córki. Jeden z jego synów John Quincy Adams, został wybrany 6. prezydentem USA. Zdaniem historyków, Abigail Adams była kobietą wykształconą, mądrą i wywarła ona duży wpływ na politykę prowadzoną przez jej męża.
John Adams jako najstarszy syn miał być przeznaczony do kariery duchownej i zostać pastorem. Jednak nie był on osobą zaangażowaną religijnie. Według biografów, jego światopogląd mógł być bliski deizmu, podobnie jak Benjamina Franklina.